# Sokorini
Sokorini is een bestuurslaag in het regentschap Magelang van de provincie Midden-Java, Indonesië. Sokorini telt 4427 inwoners (volkstelling 2010).